# Université internationale de Rabat
L'Université internationale de Rabat (UIR) est une université privée marocaine d'enseignement supérieur, fondée en 2010 à Salé, dans le cadre d’un partenariat public-privé. Elle est officiellement reconnue par l’État marocain depuis 2015.
En 2024, l’établissement accueille environ 8 000 étudiants, encadrés par plus de 400 enseignants-chercheurs. Son offre de formation couvre l’ingénierie, le management, le droit, la science politique, l’architecture, la communication, ainsi que la médecine et les sciences de la santé.
L’UIR développe également des activités de recherche appliquée et d’innovation technologique, à travers des centres de recherche et des partenariats industriels. Elle entretient des coopérations académiques avec plusieurs universités au Maroc et à l’étranger, notamment en France et en Europe. Son école de commerce, la Rabat Business School, est accréditée par l’AACSB, et plusieurs de ses écoles d’ingénieurs ont obtenu en 2024 l’accréditation de la Commission des titres d'ingénieur (CTI) et le label européen EUR-ACE,.

## Histoire
Le projet de l’université est initié en 2005 par Noureddine Mouaddib. Dès 2007, il bénéficie du soutien des gouvernements marocain et français.  
Le 23 octobre 2007, le président français Nicolas Sarkozy évoque publiquement le projet devant le parlement marocain dans le cadre de l’Union pour la Méditerranée. À la même date, un terrain de 20 hectares est attribué à Salé pour la construction du campus.  
En 2009, le projet est validé par le ministère de tutelle marocain. La Caisse de dépôt et de gestion (CDG) rejoint alors l’actionnariat de l’UIR.  
La première pierre est posée en septembre 2010 par le roi Mohammed VI, et les premières activités d’enseignement et de recherche démarrent la même année. Les filières initiales comprennent la Business School, l’informatique, les classes préparatoires et la formation continue.  
En 2011, de nouvelles formations sont lancées en sciences politiques, logistique et ingénierie aérospatiale. L’ingénierie de l’énergie et l’actuariat suivent en 2012, puis l’architecture en 2013 en partenariat avec l’École d’architecture de Nancy.  
En 2015, les formations en médecine dentaire et ingénierie automobile sont introduites. La même année, l’UIR reçoit la reconnaissance officielle de l’État marocain.  
En 2017, un partenariat est conclu avec l’IHECS de Bruxelles pour la création du programme IHECS Afrique en communication et médias.  
En 2020, Rabat Business School, l’école de management de l’UIR, obtient l’accréditation AACSB.  
En novembre 2022, un protocole d’entente est signé avec Israel Aerospace Industries (IAI) à Tel-Aviv dans le domaine de la recherche scientifique et de l’innovation.  
La même année, des formations en médecine générale et sciences paramédicales sont introduites. En 2023, débutent les travaux de construction d’un hôpital universitaire et de nouveaux bâtiments pour la médecine, les sciences paramédicales et le génie biomédical.  
En 2024, l’UIR ouvre un programme de génie civil et ses trois écoles d’ingénieurs (École supérieure d’ingénierie de l’énergie, École supérieure d’informatique et du numérique, School of Aerospace and Automotive Engineering) obtiennent l’accréditation internationale de la Commission des titres d’ingénieur (CTI) ainsi que le label européen EUR-ACE.

## Pôles de formation
Les programmes académiques de l’université sont organisés en cinq collèges regroupant les principales filières d’enseignement et de recherche :
College of Engineering & Architecture
- École d'architecture
- École supérieure d'ingénierie de l'énergie
- School of Aerosace & Automotive Engineering
- École supérieure d'informatique et du numérique
- École de génie civil

College of Social Sciences
- Science Po Rabat
- École de droit
- Communications et média
- Center for Languages, Academic & Soft Skills

College of Health Science
- Faculté internationale de médecine dentaire
- Clinique universitaire de médecine dentaire
- Faculté internationale de médecine
- École supérieure de sciences paramédicales
- Hôpital universitaire International de Rabat (en cours)
- École d'ingénierie biomédicale (en cours)

College of Management
- Rabat Business School

College of Doctoral Studies
- Formation doctorale en sciences humaines, sociales et managériales
- Formation doctorale en sciences, technique et ingénierie
- Formation doctorale en sciences de la vie

## Accréditations
L’UIR détient des accréditations nationales et internationales :
- Accréditation AACSB (Association to advance collegiate schools of business)[15]
- Accréditation Cti (Commission des titres d’Ingénieure)[25]
- Label EUR-ACE (European Accredited Engineer)[25]

## Recherche, développement et innovation
L’UIR développe plusieurs projets de R&D pluridisciplinaires et a déposé plus de 580 brevets aux niveaux national et international. Ses domaines de R&D couvrent, :
- Energies renouvelables
- Matériaux avancés
- Technologies de l’information et de la communication
- Mobilité urbaine
- Management, finance et actuariat
- Sciences humaines et sociales
- Centre « médiations pour la résolution des conflits »
- Centre « CSUS » ( center for the study of the United States of America )

Trois chercheurs de l’UIR figurent sur la liste des 2 % des meilleurs scientifiques mondiaux dans leurs domaines respectifs, selon une étude menée par l’université Stanford en octobre 2023.

## Tech Center
Le tech Center est une plateforme technologique qui se place en soutien aux activités de recherche & développement de l’UIR :
- Recherche appliquée
- Valorisation
- Transfert des technologies
- Innovation
- Inscription dans des réseaux internationaux d’excellence

## Campus
L’UIR est implantée sur un campus de 30 hectares certifié HQE au cœur de l’agglomération urbaine de Rabat, capital du royaume du Maroc. Ces infrastructures comptent :
- 5 bâtiments d’enseignement couvrant une superficie de 60 000 m2 avec plus de 10 000 places assises
- Bibliothèque universitaire comptant plus de 80 000 ouvrages et une bibliothèque numérique
- Cités universitaires[30] : sur une superficie de 70 000 m2 avec une capacité d’accueil de plus de 2500 lits
- Equipements sportifs sur une superficie de 10 000 m2 :
  - Terrains de football
  - Terrains de handball
  - Terrains de tennis
  - Terrains de volleyball
  - Terrains de padel
  - Terrains de badminton
  - Salle omnisports [31]
  - Piscine couverte semi-olympique[31]

- Restaurants universitaires[30] : sur une superficie de 7 000 m2 avec plus de 1800 places assises en plus de 5 cafétérias/restaurants
- Hôpital universitaire International de Rabat sur une superficie de 55 000 m2
- Halle technique sur une superficie de 2 000 m2
- Réserve foncière de 4 hectares pour l’extension de l’UIR :
  - 1 bâtiment d’enseignement de 13 000 m2
  - 4 résidences universitaires sur une superficie de 57 000 m2
- Centrale photovoltaïque d’une superficie de 2 500 m2[32]

## Hôpital de l’UIR
L’hôpital universitaire de l’UIR comprend plusieurs pôles de spécialités médicales, chirurgicales, biologiques et médico-techniques.  
Il est doté de 15 spécialités médicales, 15 spécialités chirurgicales, 12 spécialités biologiques et 6 spécialités médico-techniques. Sa capacité d’accueil atteint 450 lits et places, dont 87 en réanimation, sur une superficie construite de 70 000 m2.